# Ранджбарлар
Ранджбарлар (азерб. Rəncbərlər) — село в Ранджбарларском административно-территориальном округе Агджабединского района Азербайджана.

## Этимология
Название села происходит от слова «ранджбарлар» (с азерб. — «пахари»), так как первыми жильцами этого населённого пункта были именно пахари из племени кебирли.

## История
Село Речпарляр в 1913 году согласно административно-территориальному делению Елизаветпольской губернии относилось к Кеберлинском сельскому обществу Шушинского уезда.
В 1926 году согласно административно-территориальному делению Азербайджанской ССР село относилось к дайре Агджабеди Агдамского уезда.
После реформы административного деления и упразднения уездов в 1929 году был образован Гюсюлинский сельсовет в Агджабединском районе Азербайджанской ССР.
Согласно административному делению 1961 и 1977 года село Ранджбарлар входило в Гюсюлинский сельсовет Агджабединского района Азербайджанской ССР.
В 1999 году в Азербайджане была проведена административная реформа и внутри Гюсюлинского административно-территориального округа был учрежден Ранджбарларский муниципалитет Агджабединского района.
8 февраля 2000 года из состава Гюсюлинского административно-территориального округа выделен новый, Ранджбарларский.

## География
Ранджбарлар расположен на берегу Верхне-Карабахского канала.
Село находится в 14 км от райцентра Агджабеди и в 292 км от Баку. Ближайшая железнодорожная станция — Агдам (действующая — Халадж).
Село находится на высоте 66 метров над уровнем моря.

## Население
| Численность населения | Численность населения | Численность населения | Численность населения |
| 1886                  | 1984                  | 1999                  | 2009                  |
| --------------------- | --------------------- | --------------------- | --------------------- |
| 77                    | ↗1100                 | ↗1992                 | ↗2336                 |

Население преимущественно занимается хлопководством, выращиванием зерна, животноводством.

## Климат
| Показатель                                                                                                   | Янв. | Фев. | Март | Апр. | Май  | Июнь | Июль | Авг. | Сен. | Окт. | Нояб. | Дек. | Год  |
| --- | ---- | ---- | ---- | ---- | ---- | ---- | ---- | ---- | ---- | ---- | ----- | ---- | ---- |
| Средний суточный максимум, °C                                                                                | 6,4  | 7,5  | 11,2 | 18,8 | 23,7 | 28,4 | 31,7 | 31,2 | 26,4 | 20,8 | 13,8  | 8,7  | 19,1 |
| Средняя температура, °C                                                                                      | 2,6  | 3,7  | 6,9  | 13,5 | 18,3 | 22,9 | 26,0 | 25,2 | 21,2 | 16,0 | 9,8   | 4,9  | 14,3 |
| Средний суточный минимум, °C                                                                                 | −1,1 | −0,1 | 2,7  | 8,3  | 13,0 | 17,5 | 20,4 | 19,3 | 16,1 | 11,3 | 5,9   | 1,1  | 9,5  |
| Норма осадков, мм                                                                                            | 21   | 26   | 31   | 44   | 53   | 41   | 17   | 19   | 24   | 44   | 28    | 31   | 379  |
| Источник: https://en.climate-data.org/asia/azerbaijan/agcab%C9%99di-rayonu/r%C9%99ncb%C9%99rl%C9%99r-997872/ |      |      |      |      |      |      |      |      |      |      |       |      |      |

Среднегодовая температура воздуха в селе составляет +14,3 °C. В селе полупустынный климат.

## Инфраструктура
В советское время село входило в винодельческий совхоз имени Иванова.
В селе расположены средняя школа, библиотека, медицинский пункт.